# Jaan Kikkas
Jaan „Juhan” Kikkas (ur. jako Johannes Kikas 5 czerwca 1892 w Valdze, zm. 9 marca 1944 w Tallinnie) – estoński sztangista, brązowy medalista olimpijski.
Kikkas brał udział w Letnich Igrzyskach Olimpijskich 1924. Wówczas wystąpił w wadze średniej w podnoszeniu ciężarów, zdobywając brązowy medal.
Kikkas zmarł 9 marca 1944 podczas II wojny światowej w trakcie sowieckiego bombardowania Tallinna. Został pochowany na cmentarzu Liiva w Tallinnie.